# 哈大高速列車
哈大高速列車（はだい-こうそくれっしゃ）は、黒竜江省の省都であるハルビン市と遼寧省大連市を結ぶ、高速鉄道の列車である。

## 沿革
哈大旅客専用線の開業は2012年12月1日だが、当列車の運行開始は翌年の4月21日であった。これは、冬季の中国東北部が-30℃以下に達する極寒地であり、その様な環境に対応し、且つ最高速度300km/h以上の性能を有する車両の配備がまだ十分ではなかったことに起因する。運行開始当初は、毎年4月21日から11月30日までの運行であり、当列車は冬季運休となっていた。その為、運休期間中は代替として、最高速度250km/hの列車によるダイヤが組まれていた。極寒地に対応した最高速度300km/h以上の車両が出揃った2015年12月1日以降は通年運行となり、現在に至る。

## 使用車両
8両編成の極寒地対応車両である和諧号CRH380BG型、復興号CR400BF-G型が使用される。16両編成の場合は、同型の2編成を連結して運行される。

## 時刻表
(詳細：哈爾浜-大連高速動車組列車)

2025年7月時点のダイヤでは、同列車は3時間35分から4時間45分でハルビン-大連間を走破する。下り最速達列車のG47列車は3時間36分、上り最速達列車のG50列車は3時間35分で両都市間を結ぶ。